# Associazione Calcio Mantova 1955-1956
Questa pagina raccoglie le informazioni riguardanti l'Associazione Calcio Mantova nelle competizioni ufficiali della stagione 1955-1956.

## Stagione
In questa stagione 1955-1956 il Mantova si è classificato in terza posizione.
L'Avv. Arnaldo Bellini sostituisce il tecnico Paolo Todeschini che passa al Modena con il nuovo allenatore Edmondo Fabbri. l'omino di Castelbolognese in uscita dal Parma, ex ala dell'Inter sta pensando di appendere al chiodo le scarpe, disputerà una sola partita da giocatore in questa stagione nella seconda di campionato contro il Faenza (0-1). 
Se ne sono andati la mezz'ala Antonio Torreano, il terzino Nello Caraffi, il portiere Renzo Biondani ed il centromediano Marco Galetti. Si pesca a piene mani in provincia setacciandone i vivai, e da Governolo arrivano il portiere William Negri e l'ala Guido Furini; dal Sustinente la mezz'ala Gino Craici. Il Mantova parte maluccio in campionato ma poi si riprende alla grande, bloccando la Reggiana e battendo il Ravenna che lo precederanno in classifica, tagliando il traguardo al terzo posto. È la miglior stagione del bomber Manuel Russo che realizza 17 reti, non scherza nemmeno Dante Micheli che era nato centravanti, da ala al debutto in prima squadra confeziona 11 centri.

## Rosa
| N. |                   | Ruolo | Calciatore        |
| -- | ----------------- | ----- | ----------------- |
|    | Italia (bandiera) | D     | Giorgio Bazziga   |
|    | Italia (bandiera) | A     | Mario Beduschi    |
|    | Italia (bandiera) | A     | Carlo Bernoldi    |
|    | Italia (bandiera) | D     | Giorgio Bolinelli |
|    | Italia (bandiera) | D     | Alfonso Bosellini |
|    | Italia (bandiera) | C     | Gino Craici       |
|    | Italia (bandiera) | A     | Edmondo Fabbri    |
|    | Italia (bandiera) | A     | Guido Furini      |
|    | Italia (bandiera) | C     | Renzo Longhi      |
|    | Italia (bandiera) | A     | Dante Micheli     |

| N. |                   | Ruolo | Calciatore       |
| -- | ----------------- | ----- | ---------------- |
|    | Italia (bandiera) | P     | William Negri    |
|    | Italia (bandiera) | D     | Massimo Paccini  |
|    | Italia (bandiera) | A     | Emanuele Russo   |
|    | Italia (bandiera) | C     | Paolo Salardi    |
|    | Italia (bandiera) | A     | Alberto Sogliani |
|    | Italia (bandiera) | P     | Giancarlo Tonoli |
|    | Italia (bandiera) | C     | Arnaldo Torelli  |
|    | Italia (bandiera) | D     | Mario Veneri     |
|    | Italia (bandiera) | D     | Giovanni Villa   |
|    | Italia (bandiera) | C     | Giuseppe Zuccaro |

## Risultati

### Serie C

#### Girone di andata
| Arbitro: | Bonvicini (Treviso) |

|                |           |              |
| Rizzo 29’, 75’ | Marcatori | 37’ Bernoldi |

| Arbitro: | Podestà (Desenzano del Garda) |

|  |           |             |
|  | Marcatori | 21’ Bighini |

| Arbitro: | Torcini (Firenze) |

|  |           |           |
|  | Marcatori | 15’ Russo |

| Arbitro: | Gavioli (Torino) |

|                                  |           |             |
| Russo 37’, 43’, 73’ Sogliani 88’ | Marcatori | 3’ Serafini |

| Arbitro: | Gay (Asti) |

|             |           |              |
| Moletta 22’ | Marcatori | 76’ Bernoldi |

| Arbitro: | Fiore (Torino) |

|           |           |             |
| Russo 68’ | Marcatori | 61’ Faraoni |

| Arbitro: | Visconti (Asti) |

|                     |           |               |
| Furini 8’ Russo 86’ | Marcatori | 59’ Pincolini |

| Arbitro: | Francescon (Padova) |

|             |           |  |
| Gnecchi 27’ | Marcatori |  |

| Arbitro: | Orlandi (Torino) |

|                                   |           |  |
| Craici 38’ Micheli 62’ Furini 89’ | Marcatori |  |

| Arbitro: | Baroni (Viareggio) |

|                           |           |                                                   |
| Bonaretti 39’ Soliani 77’ | Marcatori | 5’, 67’ Furini 85’ (aut.) Cammoranesi 88’ Micheli |

| Arbitro: | Vanni (Pisa) |

|             |           |              |
| Torelli 65’ | Marcatori | 24’ Catalani |

| Arbitro: | Righetti (Torino) |

|  |           |              |
|  | Marcatori | 90’ Sogliani |

| Arbitro: | Bodo (Novara) |

|  |           |                          |
|  | Marcatori | 35’ Rossin 43’ Gabrielli |

| Arbitro: | Gestro (Genova) |

|             |           |           |
| Girelli 21’ | Marcatori | 55’ Russo |

| Arbitro: | Vitagliano (Udine) |

|             |           |  |
| Micheli 88’ | Marcatori |  |

| Arbitro: | Orlandi (Torino) |

|                     |           |                   |
| Martinelli 28’, 43’ | Marcatori | 3’ (aut.) Ferrari |

| Mantova 22 gennaio 1956 17ª giornata | Mantova            | 0 – 0 | Beretta | Stadio Danilo Martelli\| Arbitro: \| Pucciarelli (Pisa) \| |
| Arbitro:                             | Pucciarelli (Pisa) |       |         |                                                            |

#### Girone di ritorno
| Arbitro: | Gazzano (Genova) |

|                   |           |           |
| Sogliani 70’, 89’ | Marcatori | 66’ Fogli |

| Arbitro: | Murtas (Cagliari) |

|               |           |                       |
| Moleterni 89’ | Marcatori | 40’, 42’, 80’ Micheli |

| Arbitro: | Scarpa (Genova) |

|                                   |           |  |
| Sogliani 10’ Longhi 30’ Russo 83’ | Marcatori |  |

| Adria 19 febbraio 1956 21ª giornata | Adriese | 0 – 2 A Tav. | Mantova | Stadio Luigi Bettinazzi |

| Arbitro: | Pizzali (Palazzolo dello Stella) |

|                           |           |                          |
| Micheli 3’, 65’ Russo 30’ | Marcatori | 49’ Mussinelli 77’ Tondi |

| Arbitro: | Molinari (Genova) |

|                           |           |                                  |
| Ferronato 5’ Posenato 43’ | Marcatori | 4’ Sogliani 30’ Russo 51’ Furini |

| Arbitro: | Negri (Monza) |

|           |           |                             |
| Zanet 84’ | Marcatori | 17’, 81’ Russo 30’ Sogliani |

| Arbitro: | Facchini (Firenze) |

|          |           |  |
| Russo 2’ | Marcatori |  |

| Arbitro: | Buiat (Monfalcone) |

|                     |           |           |
| Bassi 53’ Brini 59’ | Marcatori | 42’ Russo |

| Arbitro: | Zanoni (Terni) |

|                                  |           |  |
| Micheli 44’ Craici 56’ Russo 88’ | Marcatori |  |

| Arbitro: | Bellotto (Pordenone) |

|                                             |           |             |
| Mazzucchi 39’ Villa 48’ (aut.) Malavasi 63’ | Marcatori | 36’ Micheli |

| Arbitro: | Ortolani (Ancona) |

|                         |           |                |
| Sogliani 67’ Craici 76’ | Marcatori | 88’ Boscolo II |

| Verona 22 aprile 1956 30ª giornata | Verona              | 0 – 0 | Mantova | Stadio Marcantonio Bentegodi\| Arbitro: \| Galderisi (Bologna) \| |
| Arbitro:                           | Galderisi (Bologna) |       |         |                                                                   |

| Arbitro: | Attili (Terni) |

|                                     |           |  |
| Furini 22’, 51’, 59’ Russo 56’, 82’ | Marcatori |  |

| Arbitro: | Leita (Udine) |

|                         |           |                       |
| Cavicchi 38’ Sgarbi 39’ | Marcatori | 3’ Russo 52’ Sogliani |

| Arbitro: | Pignatta (Torino) |

|                       |           |           |
| Furini 9’ Micheli 43’ | Marcatori | 72’ Ricci |

| Gardone Val Trompia 20 maggio 1956 34ª giornata | Beretta        | 0 – 0 | Mantova | Campo Comunale\| Arbitro: \| Prada (Torino) \| |
| Arbitro:                                        | Prada (Torino) |       |         |                                                |